# Thripophaga fusciceps
El colasuave sencillo (Thripophaga fusciceps), también denominado colasuave cabecifusca (en Ecuador), espinero liso o cola-suave simple (en Perú), es una especie de ave paseriforme de la familia Furnariidae perteneciente al género Thripophaga. ES nativa de regiones amazónicas en Sudamérica.

## Distribución y hábitat
Se distribuye de forma disjunta, en el este de Ecuador, noreste y sureste de Perú, norte de Bolivia y centro este de la Amazonia brasileña.
Esta especie es generalmente rara y local (aunque localmente más numerosa, como, por ejemplo, en Bolivia) en su hábitat natural: los enmarañados de enredaderas y la vegetación espesa en los bordes de selvas húmedas, prefiriendo los crecimientos secundarios y los bosques de várzea. Hasta los 1200 m de altitud en Ecuador.

## Sistemática

### Descripción original
La especie T. fusciceps fue descrita por primera vez por el zoólogo británico Philip Lutley Sclater en 1889 bajo el mismo nombre científico; la localidad tipo es: «desembocadura del Río Chapare, 825 pies [c. 250 m], Cochabamba, Bolivia».

### Etimología
El nombre genérico femenino «Thripophaga» se compone de las palabras del griego «θριψ thrips, θριπος thripos»: ‘pollilas de la madera’, y «φαγος phagos»: ‘comer’; y el nombre de la especie «fusciceps», se compone de las palabras del latín «fuscus»: ‘oscuro, fusco’, y «ceps»: ‘de cabeza’.

### Taxonomía
Anteriormente estuvo colocada en el género Phacellodomus por algunos autores. Las subespecies varían notablemente en el tamaño, lo que, aliado a su patrón anómalo de distribución y a su peculiar combinación de hábitats, podría sugerir que las tres formas son especies separadas, aunque las diferencias vocales parecen ser bastante sutiles; son necesarios más estudios.

### Subespecies
Según las clasificaciones del Congreso Ornitológico Internacional (IOC) y Clements Checklist v.2019 se reconocen tres subespecies, con su correspondiente distribución geográfica:
- Thripophaga fusciceps dimorpha J. Bond & Meyer de Schauensee, 1941 – colasuave sencillo peruano – este de Ecuador (Orellana, Pastaza) y noreste y sureste de Perú (Loreto, Pasco, Junín, Cuzco, Madre de Dios, Puno).
- Thripophaga fusciceps obidensis Todd, 1925 – colasuave sencillo brasileño – centro norte de Brasil (bajo río Madeira, y porción central del río amazonas en el este de Amazonas y Pará).
- Thripophaga fusciceps fusciceps P.L. Sclater, 1889 – colasuave sencillo boliviano – norte de Bolivia (Beni, este de La Paz, norte de Cochabamba).